# Université de Nouakchott Al Aasriya

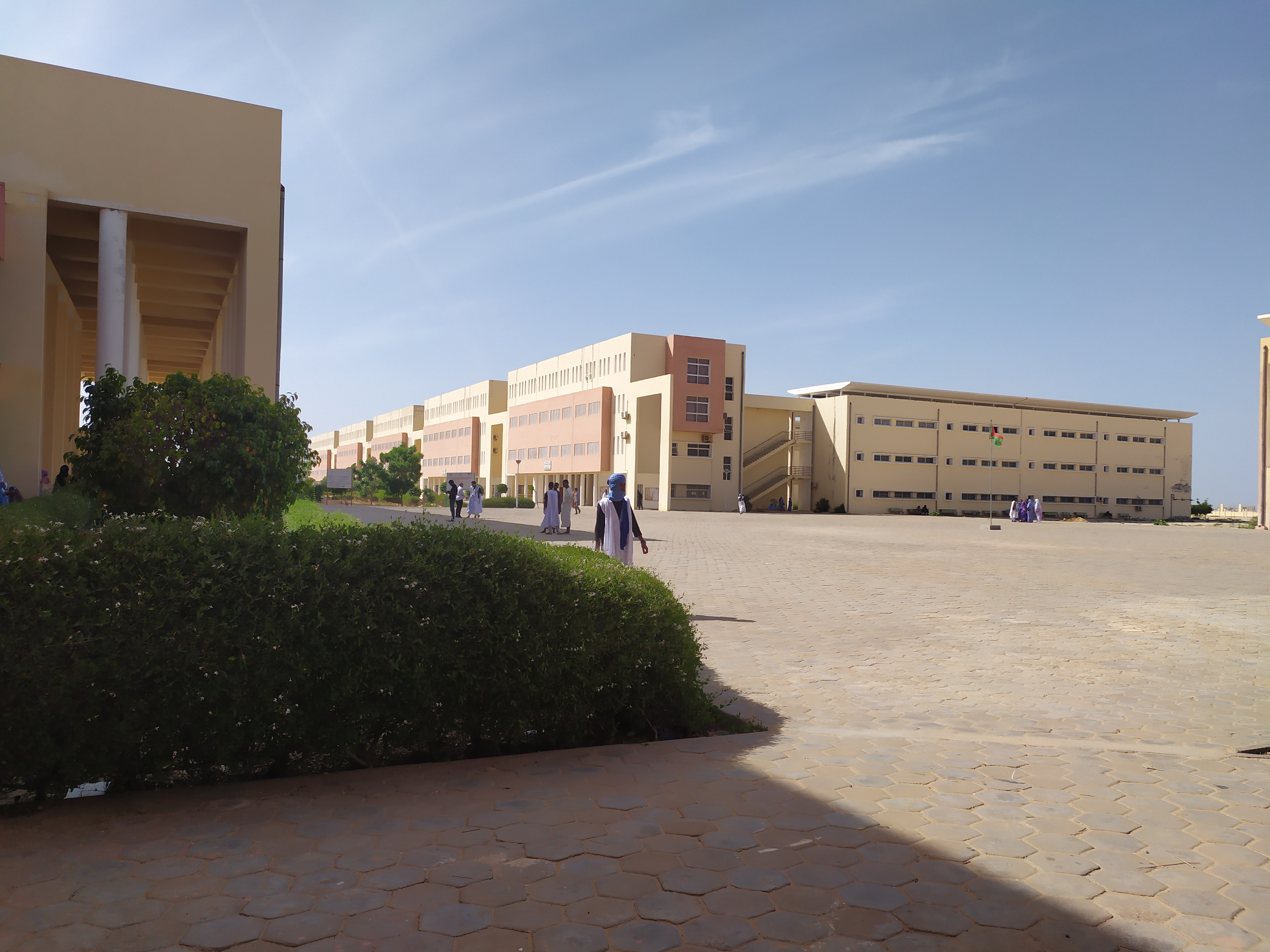
Université de Nouakchott Al Aasriya (2020)

Die Université de Nouakchott Al Aasriya (arabisch جامعة نواكشوط العصرية, DMG Ǧāmiʿat Nawākšūṭ al-ʿAṣriyya, früher: Université de Nouakchott, Université des Sciences et Technologie et de Médecine de Nouakchott) ist eine öffentliche Universität in Mauretanien. Sie wurde am 16. September 1981 gegründet.

## Geschichte
Die Universität wurde am 16. September 1981 durch die Ordonnance n° 81.208 begründet, ursprünglich mit zwei Fakultäten:
- Fakultät der Humanwissenschaften (faculté des Lettres et Sciences Humaines)
- Fakultät der Rechtswissenschaften und Wirtschaftswissenschaften (faculté des Sciences Juridiques et Économiques)[2]. 2006 wurde als letzte die Fakultät der Medizin begründet.

Das Schema für Abschlüsse LMD: Licence – Master – Doktor wurde im Universitätsjahr 2008–2009 eingeführt.

## Leitbild
Die Universität hat als Leitbild:
- Unterstützung der Grundausbildung vom Bachelor an durch Erhöhung des Wissenschaftlichen Niveaus und Verbesserung der Lehre;
- Stärkung wissenschaftlicher Forschung und Wiederbelebung der Wissenschaft aufgrund der Master-Studiengänge;
- Beiträge zur Restrukturierung der wissenschaftlichen Forschung an der Universität mit dem Ziel Doktoranden-Kolloquien zu gründen;
- Ausbildung von Forschern und leitenden Beamten mit wissenschaftlichen Kompetenzen und ausreichendem Wissen um den nationalen Markt zu bedienen und den Lehrkörper der Universität zu verstärken;
- Permanente Beiträge zur Belebung des kulturellen und wissenschaftlichen Lebens an der Universität und der Spezialisierung der sozio-kulturellen Aktivitäten innerhalb der Universität.[5]

Diese Ziele sind Teil des größeren strategischen Plans zur wirtschaftlichen und sozialen Entwicklung in Mauretanien.

## Organisation
Die Universität verfügt gegenwärtig (2021) über vier Fakultäten, ein Institut und Zentren mit zahlreichen Laboren:
- Faculté des Lettres et Sciences Humaines (FLSH)
- Faculté des Sciences Juridiques et Économiques (FSJE)
- Faculté des Sciences et Techniques (FST)
- Faculté de Médecine
- Institut Universitaire Professionnel (IUP)
- Centre de Renforcement pour l’Enseignement des Langues vivantes (CREL)
- Laboratoire d’Études et de Recherches Historiques (LERH)
- Centre d’Études et de Recherches de la Faculté des Lettres et Sciences Humaines (CER)
- Centre des Études et Recherches Juridiques et Économiques (CERJE)
- Centre de Recherche Appliquée aux Énergies Renouvelables (CRAER)

## Internationale Beziehungen
Die Universität bemüht sich um den Aufbau von Kooperationen mit internationalen Universitäten, wie zum Beispiel der Université du Québec à Montréal (UQAM).